# Sylvie Jéhanno
Sylvie Jéhanno, née le 22 mai 1969 à Bar-le-Duc, est une dirigeante d’entreprise, ayant occupé plusieurs fonctions chez EDF. Elle est présidente-directrice générale de Dalkia depuis 2018.

## Biographie

### Formation
Sylvie Jéhanno a grandi à Vitry-le-François. Elle est une ancienne élève de l’École polytechnique (promotion 1989) et de l’École nationale supérieure des mines de Paris (1994).

### Carrière
Sylvie Jéhanno entre chez EDF GDF Services en 1994 comme manager d’une équipe d’exploitation des réseaux gaz. Elle s’oriente ensuite vers les fonctions du commerce et du marketing, en prenant la tête d’un centre de relations avec les clients, puis d’une équipe chargée de la préparation à l’ouverture des marchés de l’énergie en 1999.  
Elle poursuit sa carrière chez EDF en devenant Directrice Marketing BtoB en 2005, puis directrice Grands Comptes en 2007. 
En 2011, elle devient directrice Clients Particuliers d’EDF, à la tête d’une équipe de 5 000 personnes qui gèrent 25 millions de clients. Sous sa direction, EDF franchit le cap du million de clients dans le gaz, développe des solutions d’économies d’énergie pour les particuliers, et réussit la numérisation de la relation clients d'EDF,. 
Sylvie Jéhanno lance une démarche de transformation numérique, qui se traduit notamment par la préparation d’EDF à l’arrivée du compteur communicant Linky et le lancement de plusieurs services numériques pour les clients,,,. 
En 2016, elle lance et préside Sowee, la filiale EDF consacrée à la maison connectée,. Elle préside d’autres sociétés du groupe EDF comme Cham et Edelia. Elle préside également Domofinance, filiale du groupe BNP Paribas.
Le 1er janvier 2017, elle devient Directrice Générale de Dalkia, la filiale d'EDF spécialisée dans les services énergétiques et la production d’énergie décentralisée, qui développe les énergies renouvelables alternatives (plus de 20 000 collaborateurs, plus de 6 milliards d'euros de chiffre d'affaires). Quelques mois après sa prise de fonction, elle annonce plusieurs priorités pour Dalkia, dont l’international, le numérique et la performance économique,,.
Elle est nommée Présidente-Directrice Générale de Dalkia le 10 janvier 2018. Elle est également Présidente de la filiale Dalkia Wastenergy (anciennement Tiru) jusqu'au 28 juillet 2021, date de cession de l'entreprise au groupe Paprec.

## Prix et distinctions
Depuis le 14 juillet 2018, Sylvie Jéhanno est chevalier de la Légion d'honneur et officier de l'ordre national du mérite, depuis le 29 novembre 2023. Depuis décembre 2024, elle est membre de l'Académie des Technologies. 

## Autres mandats
Sylvie Jéhanno est co-présidente de la communauté « Les entreprises s'engagent », qui regroupe des entreprises engagées pour une société inclusive et un monde durable.
Elle est administratrice de la Fondation EDF. À partir de 2019, elle est vice-présidente du Comité Stratégique de Filière « Nouveaux Systèmes énergétiques » (Conseil national de l'industrie) et en devient co-présidente en janvier 2022.
Sylvie Jéhanno est également administratrice de EDF Energy Holdings Ltd. Elle a également été administratrice de Nexans de 2020 à 2024. 
Elle a présidé Énergies de femmes, le réseau de femmes d’EDF.